# リチャード・カーゾン＝ハウ (初代ハウ伯爵)

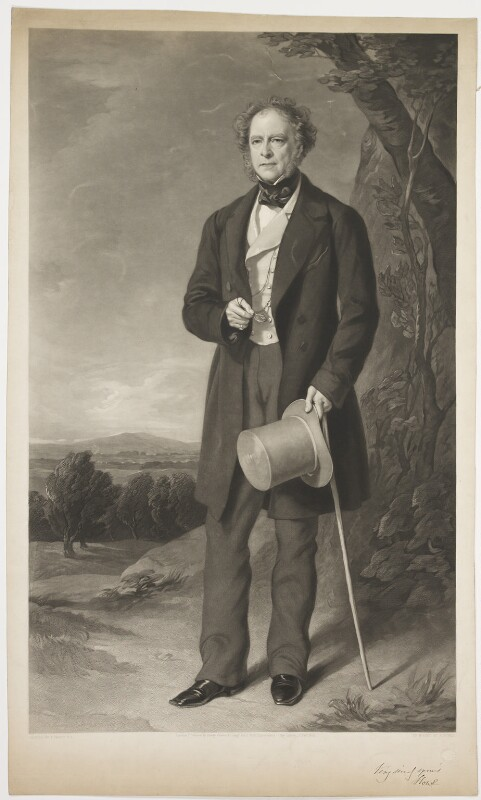
初代ハウ伯爵。サー・フランシス・グラントの作品に基づくメゾチント、1859年出版。

初代ハウ伯爵リチャード・ウィリアム・ペン・カーゾン＝ハウ（英語: Richard William Penn Curzon-Howe, 1st Earl Howe GCH PC、出生名リチャード・ウィリアム・ペン・カーゾン（Richard William Penn Curzon）、1796年12月11日 – 1870年5月12日）は、イギリスの貴族、廷臣。トーリー党所属。

## 生涯
ペン・アシュトン・カーゾン閣下（1757年 – 1797年、初代カーゾン子爵アシュトン・カーゾンの息子）と第2代ハウ女男爵ソフィア・シャーロット・カーゾン（1762年 – 1835年、初代ハウ伯爵リチャード・ハウの娘）の息子として、1796年12月11日にレスターシャーのゴップサルで生まれた。
1820年3月21日に父方の祖父が死去すると、カーゾン子爵位を継承した。1821年7月7日に国王ジョージ4世の認可状を受けて母の旧姓「ハウ」を姓に加え、15日に連合王国貴族であるハウ伯爵に叙された。
1829年11月20日に国王ジョージ4世の寝室侍従に任命され、1830年7月17日までに辞任した。1830年7月23日に王妃アデレードの宮内長官に任命されたが、第1回選挙法改正に反対票を投じたため、1832年までに解任された。1830年にロイヤル・ゲルフ勲章ナイト・グランド・クロスを授与され、1831年1月31日に枢密顧問官に任命された。
1834年に国王ウィリアム4世によりホイッグ党内閣が罷免され、トーリー党が与党になった。ハウ伯爵は1834年12月26日に再び王妃アデレードの宮内長官に任命され、以降1849年12月2日にアデレードが死去するまで務めた。
1835年12月3日に母が死去すると、ハウ男爵位を継承した。
1870年5月12日にメイフェアのカーゾン・ハウス（Curzon House）で死去、息子ジョージ・オーガスタス・フレデリック・ルイスが爵位を継承した。

## 家族

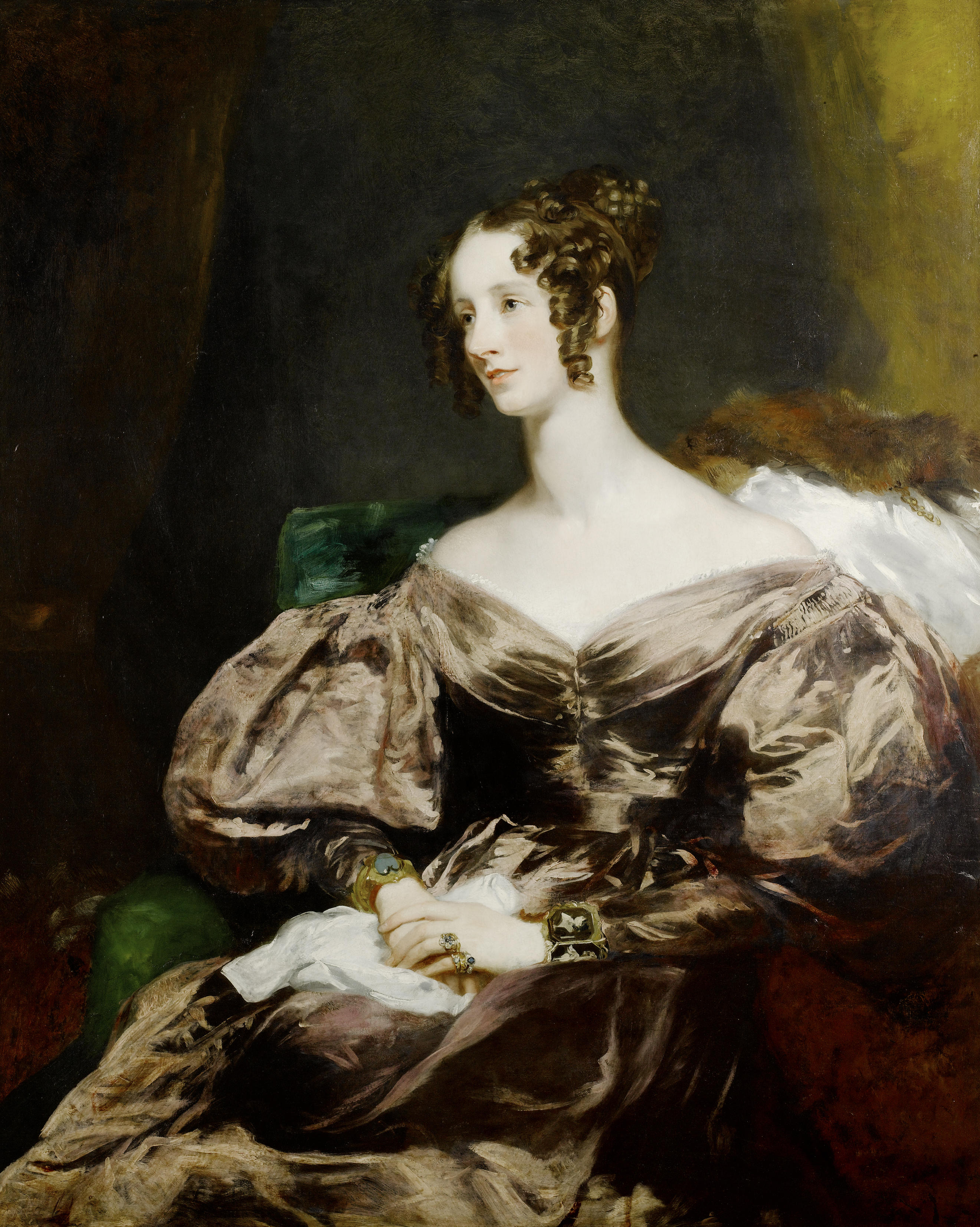
ハウ伯爵夫人ハリエット。マーガレット・サラ・カーペンター画、1834年。

1820年3月20日、ハリエット・ジョージアナ・ブルーデネル（Harriet Georgiana Brudenell、1799年12月13日 – 1836年10月25日、第6代カーディガン伯爵ロバート・ブルーデネルの娘）と結婚、7男3女をもうけた。
- ジョージ・オーガスタス・フレデリック・ルイス（1821年1月16日 – 1876年2月4日） - 第2代ハウ伯爵
- リチャード・ウィリアム・ペン（1822年2月14日 – 1900年9月25日） - 第3代ハウ伯爵
- フレデリック（1823年7月16日 – 1881年9月23日）
- ヘンリー・ダグデイル（Henry Dugdale、1824年9月21日 – 1910年3月22日） - 1857年10月22日、イリナ・ヤング・スウィンバーン（Eleanor Young Swinburne、1887年8月28日没、ジョン・スウィンバーンの娘）と結婚、子供あり
- ジョージアナ（1825年9月29日 – 1906年5月14日） - 1845年7月3日、第8代ボーフォート公爵ヘンリー・サマセットと結婚、子供あり
- ウィリアム・ヘンリー（1827年6月1日 – 1914年1月5日） - 1870年10月26日、ベアトリス・ルイーザ・マーガレット・ページ（Beatrice Louisa Margaret Page、1873年7月10日没、アレクサンダー・ページの娘）と結婚。1874年11月3日、エミリー・クーパー（Emily Cowper、1924年12月21日没、フレデリック・クーパーの娘）と再婚、子供あり
- アーネスト・ジョージ（1828年8月12日 – 1885年3月5日） - 1856年1月14日、オーガスタ・ラサム・ハリファックス（Augusta Latham Hallifax、1835年ごろ – 1917年12月24日）と結婚、子供あり
- レスター（英語版）（1829年10月25日 – 1891年1月27日） - ジブラルタル総督。1866年2月12日、アリシア・マリア・イライザ・スミス（Alicia Maria Eliza Smyth、1898年7月13日没、ロバート・スミスの娘）と結婚
- アデレード・アイダ（Adelaide Ida、1835年7月12日 – 1903年3月22日） - 1857年7月18日、第12代ウェストモーランド伯爵フランシス・フェイン（英語版）と結婚、子供あり
- エミリー・メアリー（1910年12月9日没） - 1856年2月5日、サー・ロバート・キングスコート（英語版）（1830年2月28日 – 1908年9月22日、トマス・ヘンリー・キングスコートの息子）と結婚、子供あり

1845年10月9日、アン・ゴア（Anne Gore、1817年3月8日 – 1877年7月23日、サー・ジョン・ゴア提督の娘）と再婚、2男1女をもうけた。
- モンタギュー（英語版）（1846年9月21日 – 1907年9月1日） - 庶民院議員。1886年10月19日、エスメ・フィッツロイ（Esmé FitzRoy、1939年5月25日没、フランシス・ホレイショ・フィッツロイの娘）と結婚、子供あり
- メアリー・アンナ（英語版）（1848年7月23日 – 1929年5月10日） - 1869年1月7日、第2代アバコーン公爵ジェームズ・ハミルトンと結婚、子供あり
- アシュトン・ゴア（英語版）（1850年8月10日 – 1911年3月1日） - 海軍軍人。1892年2月25日、アリス・アン・コウェル（Alice Anne Cowell、1948年11月5日没、サー・ジョン・クレイトン・コウェル（英語版）の娘）と結婚、子供あり